# Арнаудова къща (Дъбница)
Вижте пояснителната страница за други значения на Арнаудова къща.
Арнаудовата къща е възрожденска постройка в гърменското село Дъбница, България. Тя е една от малкото възрожденски къщи, които са запазени в селото.
Къщата е на два етажа и има вътрешен двор, който е затворен от сградата и висок каменен зид с масивна врата. На двора има варница, както и зидана пещ. На първия етаж са оборите, а на втория етаж са жилищните стаи, които са свързани с чардак.
В 1925 година в къщата са гледани делата и след това са изпълнени присъдите по време на Дъбнишката акция на ВМРО, заради което става известна и като Кървавата къща.
Къщата в 1974 година е частично, а в 1980 година е напълно реставрирана и превърната в музей. След 1989 година музеят е затворен и къщата се руши.